# Козакова криниця
Козако́ва Крини́ця — гідрологічна пам'ятка природи місцевого значення в Україні. Об'єкт розташований на території Надвінянського району Івано-Франківської області, неподалік від села Заріччя. 
Площа 0,01 га, статус отриманий у 1993 році. Перебуває у віданні ДП «Делятинський лісгосп» (Зарічанське л-во, кв. 11, вид. 7).